# Чемпионат Дании по шахматам 1923
Чемпионат Дании по шахматам 1923 проходил в Копенгагене.
В турнире приняли участие 8 шахматистов. Победу в соревновании одержал Э. Андерсен, впервые завоевавший титул чемпиона страны (впоследствии он станет двенадцатикратным чемпионом Дании). По ходу турнира он потерял всего пол-очка и победил в личных встречах прямых конкурентов. Серебряным призером стал Э. Хансен, добившийся крупнейшего успеха в карьере. Бронзу завоевал Й. Петерсен, входивший в то время в число сильнейших шахматистов страны (в 1920 г. он победил в неофициальном чемпионате Дании, также ему удалось взять несколько медалей в чемпионатах 1920-х гг.). Тройка призеров существенно опередила остальных участников.

## Таблица
| № | Участники          | 1 | 2 | 3 | 4 | 5 | 6 | 7 | 8 |  | Очки | Место |
| - | ------------------ | - | - | - | - | - | - | - | - |  | ---- | ----- |
| 1 | Андерсен, Эрик     |   | 1 | 1 | 1 | ½ | 1 | 1 | 1 |  | 6½   | 1     |
| 2 | Хансен, Эйгил      | 0 |   | ½ | 1 | ½ | 1 | 1 | 1 |  | 5    | 2     |
| 3 | Петерсен, Йоханнес | 0 | ½ |   | ½ | ½ | 1 | 1 | 1 |  | 4½   | 3     |
| 4 | Ларсен, Эйвинн     | 0 | 0 | ½ |   | 0 | 1 | ½ | 1 |  | 3    | 4—6   |
| 5 | Лие, Нильс         | ½ | ½ | ½ | 1 |   | 0 | 0 | ½ |  | 3    | 4—6   |
| 6 | Скифтер, Эберхард  | 0 | 0 | 0 | 0 | 1 |   | 1 | 1 |  | 3    | 4—6   |
| 7 | Петерсен, Орла С.  | 0 | 0 | 0 | ½ | 1 | 0 |   | ½ |  | 2    | 7     |
| 8 | Йенсен, Томас Х.   | 0 | 0 | 0 | 0 | ½ | 0 | ½ |   |  | 1    | 8     |

## Примечательные партии
|   | a | b | c | d | e | f | g | h |   |
| - | --- | --- | --- | --- | --- | --- | --- | --- | - |
| 8 | a8 чёрная ладья · e8 чёрная ладья · g8 чёрный король · a7 чёрная пешка · c7 чёрный ферзь · f7 чёрная пешка · g7 чёрная пешка · h7 чёрная пешка · b6 чёрная пешка · c6 чёрная пешка · f6 чёрный конь · e5 белая пешка · c4 белая пешка · d4 белая пешка · h4 белый ферзь · e3 белая пешка · a2 белая пешка · b2 белый слон · d2 чёрный слон · g2 белая пешка · h2 белая пешка · b1 белый слон · c1 белая ладья · f1 белая ладья · g1 белый король | a8 чёрная ладья · e8 чёрная ладья · g8 чёрный король · a7 чёрная пешка · c7 чёрный ферзь · f7 чёрная пешка · g7 чёрная пешка · h7 чёрная пешка · b6 чёрная пешка · c6 чёрная пешка · f6 чёрный конь · e5 белая пешка · c4 белая пешка · d4 белая пешка · h4 белый ферзь · e3 белая пешка · a2 белая пешка · b2 белый слон · d2 чёрный слон · g2 белая пешка · h2 белая пешка · b1 белый слон · c1 белая ладья · f1 белая ладья · g1 белый король | a8 чёрная ладья · e8 чёрная ладья · g8 чёрный король · a7 чёрная пешка · c7 чёрный ферзь · f7 чёрная пешка · g7 чёрная пешка · h7 чёрная пешка · b6 чёрная пешка · c6 чёрная пешка · f6 чёрный конь · e5 белая пешка · c4 белая пешка · d4 белая пешка · h4 белый ферзь · e3 белая пешка · a2 белая пешка · b2 белый слон · d2 чёрный слон · g2 белая пешка · h2 белая пешка · b1 белый слон · c1 белая ладья · f1 белая ладья · g1 белый король | a8 чёрная ладья · e8 чёрная ладья · g8 чёрный король · a7 чёрная пешка · c7 чёрный ферзь · f7 чёрная пешка · g7 чёрная пешка · h7 чёрная пешка · b6 чёрная пешка · c6 чёрная пешка · f6 чёрный конь · e5 белая пешка · c4 белая пешка · d4 белая пешка · h4 белый ферзь · e3 белая пешка · a2 белая пешка · b2 белый слон · d2 чёрный слон · g2 белая пешка · h2 белая пешка · b1 белый слон · c1 белая ладья · f1 белая ладья · g1 белый король | a8 чёрная ладья · e8 чёрная ладья · g8 чёрный король · a7 чёрная пешка · c7 чёрный ферзь · f7 чёрная пешка · g7 чёрная пешка · h7 чёрная пешка · b6 чёрная пешка · c6 чёрная пешка · f6 чёрный конь · e5 белая пешка · c4 белая пешка · d4 белая пешка · h4 белый ферзь · e3 белая пешка · a2 белая пешка · b2 белый слон · d2 чёрный слон · g2 белая пешка · h2 белая пешка · b1 белый слон · c1 белая ладья · f1 белая ладья · g1 белый король | a8 чёрная ладья · e8 чёрная ладья · g8 чёрный король · a7 чёрная пешка · c7 чёрный ферзь · f7 чёрная пешка · g7 чёрная пешка · h7 чёрная пешка · b6 чёрная пешка · c6 чёрная пешка · f6 чёрный конь · e5 белая пешка · c4 белая пешка · d4 белая пешка · h4 белый ферзь · e3 белая пешка · a2 белая пешка · b2 белый слон · d2 чёрный слон · g2 белая пешка · h2 белая пешка · b1 белый слон · c1 белая ладья · f1 белая ладья · g1 белый король | a8 чёрная ладья · e8 чёрная ладья · g8 чёрный король · a7 чёрная пешка · c7 чёрный ферзь · f7 чёрная пешка · g7 чёрная пешка · h7 чёрная пешка · b6 чёрная пешка · c6 чёрная пешка · f6 чёрный конь · e5 белая пешка · c4 белая пешка · d4 белая пешка · h4 белый ферзь · e3 белая пешка · a2 белая пешка · b2 белый слон · d2 чёрный слон · g2 белая пешка · h2 белая пешка · b1 белый слон · c1 белая ладья · f1 белая ладья · g1 белый король | a8 чёрная ладья · e8 чёрная ладья · g8 чёрный король · a7 чёрная пешка · c7 чёрный ферзь · f7 чёрная пешка · g7 чёрная пешка · h7 чёрная пешка · b6 чёрная пешка · c6 чёрная пешка · f6 чёрный конь · e5 белая пешка · c4 белая пешка · d4 белая пешка · h4 белый ферзь · e3 белая пешка · a2 белая пешка · b2 белый слон · d2 чёрный слон · g2 белая пешка · h2 белая пешка · b1 белый слон · c1 белая ладья · f1 белая ладья · g1 белый король | 8 |
| 7 | a8 чёрная ладья · e8 чёрная ладья · g8 чёрный король · a7 чёрная пешка · c7 чёрный ферзь · f7 чёрная пешка · g7 чёрная пешка · h7 чёрная пешка · b6 чёрная пешка · c6 чёрная пешка · f6 чёрный конь · e5 белая пешка · c4 белая пешка · d4 белая пешка · h4 белый ферзь · e3 белая пешка · a2 белая пешка · b2 белый слон · d2 чёрный слон · g2 белая пешка · h2 белая пешка · b1 белый слон · c1 белая ладья · f1 белая ладья · g1 белый король | a8 чёрная ладья · e8 чёрная ладья · g8 чёрный король · a7 чёрная пешка · c7 чёрный ферзь · f7 чёрная пешка · g7 чёрная пешка · h7 чёрная пешка · b6 чёрная пешка · c6 чёрная пешка · f6 чёрный конь · e5 белая пешка · c4 белая пешка · d4 белая пешка · h4 белый ферзь · e3 белая пешка · a2 белая пешка · b2 белый слон · d2 чёрный слон · g2 белая пешка · h2 белая пешка · b1 белый слон · c1 белая ладья · f1 белая ладья · g1 белый король | a8 чёрная ладья · e8 чёрная ладья · g8 чёрный король · a7 чёрная пешка · c7 чёрный ферзь · f7 чёрная пешка · g7 чёрная пешка · h7 чёрная пешка · b6 чёрная пешка · c6 чёрная пешка · f6 чёрный конь · e5 белая пешка · c4 белая пешка · d4 белая пешка · h4 белый ферзь · e3 белая пешка · a2 белая пешка · b2 белый слон · d2 чёрный слон · g2 белая пешка · h2 белая пешка · b1 белый слон · c1 белая ладья · f1 белая ладья · g1 белый король | a8 чёрная ладья · e8 чёрная ладья · g8 чёрный король · a7 чёрная пешка · c7 чёрный ферзь · f7 чёрная пешка · g7 чёрная пешка · h7 чёрная пешка · b6 чёрная пешка · c6 чёрная пешка · f6 чёрный конь · e5 белая пешка · c4 белая пешка · d4 белая пешка · h4 белый ферзь · e3 белая пешка · a2 белая пешка · b2 белый слон · d2 чёрный слон · g2 белая пешка · h2 белая пешка · b1 белый слон · c1 белая ладья · f1 белая ладья · g1 белый король | a8 чёрная ладья · e8 чёрная ладья · g8 чёрный король · a7 чёрная пешка · c7 чёрный ферзь · f7 чёрная пешка · g7 чёрная пешка · h7 чёрная пешка · b6 чёрная пешка · c6 чёрная пешка · f6 чёрный конь · e5 белая пешка · c4 белая пешка · d4 белая пешка · h4 белый ферзь · e3 белая пешка · a2 белая пешка · b2 белый слон · d2 чёрный слон · g2 белая пешка · h2 белая пешка · b1 белый слон · c1 белая ладья · f1 белая ладья · g1 белый король | a8 чёрная ладья · e8 чёрная ладья · g8 чёрный король · a7 чёрная пешка · c7 чёрный ферзь · f7 чёрная пешка · g7 чёрная пешка · h7 чёрная пешка · b6 чёрная пешка · c6 чёрная пешка · f6 чёрный конь · e5 белая пешка · c4 белая пешка · d4 белая пешка · h4 белый ферзь · e3 белая пешка · a2 белая пешка · b2 белый слон · d2 чёрный слон · g2 белая пешка · h2 белая пешка · b1 белый слон · c1 белая ладья · f1 белая ладья · g1 белый король | a8 чёрная ладья · e8 чёрная ладья · g8 чёрный король · a7 чёрная пешка · c7 чёрный ферзь · f7 чёрная пешка · g7 чёрная пешка · h7 чёрная пешка · b6 чёрная пешка · c6 чёрная пешка · f6 чёрный конь · e5 белая пешка · c4 белая пешка · d4 белая пешка · h4 белый ферзь · e3 белая пешка · a2 белая пешка · b2 белый слон · d2 чёрный слон · g2 белая пешка · h2 белая пешка · b1 белый слон · c1 белая ладья · f1 белая ладья · g1 белый король | a8 чёрная ладья · e8 чёрная ладья · g8 чёрный король · a7 чёрная пешка · c7 чёрный ферзь · f7 чёрная пешка · g7 чёрная пешка · h7 чёрная пешка · b6 чёрная пешка · c6 чёрная пешка · f6 чёрный конь · e5 белая пешка · c4 белая пешка · d4 белая пешка · h4 белый ферзь · e3 белая пешка · a2 белая пешка · b2 белый слон · d2 чёрный слон · g2 белая пешка · h2 белая пешка · b1 белый слон · c1 белая ладья · f1 белая ладья · g1 белый король | 7 |
| 6 | a8 чёрная ладья · e8 чёрная ладья · g8 чёрный король · a7 чёрная пешка · c7 чёрный ферзь · f7 чёрная пешка · g7 чёрная пешка · h7 чёрная пешка · b6 чёрная пешка · c6 чёрная пешка · f6 чёрный конь · e5 белая пешка · c4 белая пешка · d4 белая пешка · h4 белый ферзь · e3 белая пешка · a2 белая пешка · b2 белый слон · d2 чёрный слон · g2 белая пешка · h2 белая пешка · b1 белый слон · c1 белая ладья · f1 белая ладья · g1 белый король | a8 чёрная ладья · e8 чёрная ладья · g8 чёрный король · a7 чёрная пешка · c7 чёрный ферзь · f7 чёрная пешка · g7 чёрная пешка · h7 чёрная пешка · b6 чёрная пешка · c6 чёрная пешка · f6 чёрный конь · e5 белая пешка · c4 белая пешка · d4 белая пешка · h4 белый ферзь · e3 белая пешка · a2 белая пешка · b2 белый слон · d2 чёрный слон · g2 белая пешка · h2 белая пешка · b1 белый слон · c1 белая ладья · f1 белая ладья · g1 белый король | a8 чёрная ладья · e8 чёрная ладья · g8 чёрный король · a7 чёрная пешка · c7 чёрный ферзь · f7 чёрная пешка · g7 чёрная пешка · h7 чёрная пешка · b6 чёрная пешка · c6 чёрная пешка · f6 чёрный конь · e5 белая пешка · c4 белая пешка · d4 белая пешка · h4 белый ферзь · e3 белая пешка · a2 белая пешка · b2 белый слон · d2 чёрный слон · g2 белая пешка · h2 белая пешка · b1 белый слон · c1 белая ладья · f1 белая ладья · g1 белый король | a8 чёрная ладья · e8 чёрная ладья · g8 чёрный король · a7 чёрная пешка · c7 чёрный ферзь · f7 чёрная пешка · g7 чёрная пешка · h7 чёрная пешка · b6 чёрная пешка · c6 чёрная пешка · f6 чёрный конь · e5 белая пешка · c4 белая пешка · d4 белая пешка · h4 белый ферзь · e3 белая пешка · a2 белая пешка · b2 белый слон · d2 чёрный слон · g2 белая пешка · h2 белая пешка · b1 белый слон · c1 белая ладья · f1 белая ладья · g1 белый король | a8 чёрная ладья · e8 чёрная ладья · g8 чёрный король · a7 чёрная пешка · c7 чёрный ферзь · f7 чёрная пешка · g7 чёрная пешка · h7 чёрная пешка · b6 чёрная пешка · c6 чёрная пешка · f6 чёрный конь · e5 белая пешка · c4 белая пешка · d4 белая пешка · h4 белый ферзь · e3 белая пешка · a2 белая пешка · b2 белый слон · d2 чёрный слон · g2 белая пешка · h2 белая пешка · b1 белый слон · c1 белая ладья · f1 белая ладья · g1 белый король | a8 чёрная ладья · e8 чёрная ладья · g8 чёрный король · a7 чёрная пешка · c7 чёрный ферзь · f7 чёрная пешка · g7 чёрная пешка · h7 чёрная пешка · b6 чёрная пешка · c6 чёрная пешка · f6 чёрный конь · e5 белая пешка · c4 белая пешка · d4 белая пешка · h4 белый ферзь · e3 белая пешка · a2 белая пешка · b2 белый слон · d2 чёрный слон · g2 белая пешка · h2 белая пешка · b1 белый слон · c1 белая ладья · f1 белая ладья · g1 белый король | a8 чёрная ладья · e8 чёрная ладья · g8 чёрный король · a7 чёрная пешка · c7 чёрный ферзь · f7 чёрная пешка · g7 чёрная пешка · h7 чёрная пешка · b6 чёрная пешка · c6 чёрная пешка · f6 чёрный конь · e5 белая пешка · c4 белая пешка · d4 белая пешка · h4 белый ферзь · e3 белая пешка · a2 белая пешка · b2 белый слон · d2 чёрный слон · g2 белая пешка · h2 белая пешка · b1 белый слон · c1 белая ладья · f1 белая ладья · g1 белый король | a8 чёрная ладья · e8 чёрная ладья · g8 чёрный король · a7 чёрная пешка · c7 чёрный ферзь · f7 чёрная пешка · g7 чёрная пешка · h7 чёрная пешка · b6 чёрная пешка · c6 чёрная пешка · f6 чёрный конь · e5 белая пешка · c4 белая пешка · d4 белая пешка · h4 белый ферзь · e3 белая пешка · a2 белая пешка · b2 белый слон · d2 чёрный слон · g2 белая пешка · h2 белая пешка · b1 белый слон · c1 белая ладья · f1 белая ладья · g1 белый король | 6 |
| 5 | a8 чёрная ладья · e8 чёрная ладья · g8 чёрный король · a7 чёрная пешка · c7 чёрный ферзь · f7 чёрная пешка · g7 чёрная пешка · h7 чёрная пешка · b6 чёрная пешка · c6 чёрная пешка · f6 чёрный конь · e5 белая пешка · c4 белая пешка · d4 белая пешка · h4 белый ферзь · e3 белая пешка · a2 белая пешка · b2 белый слон · d2 чёрный слон · g2 белая пешка · h2 белая пешка · b1 белый слон · c1 белая ладья · f1 белая ладья · g1 белый король | a8 чёрная ладья · e8 чёрная ладья · g8 чёрный король · a7 чёрная пешка · c7 чёрный ферзь · f7 чёрная пешка · g7 чёрная пешка · h7 чёрная пешка · b6 чёрная пешка · c6 чёрная пешка · f6 чёрный конь · e5 белая пешка · c4 белая пешка · d4 белая пешка · h4 белый ферзь · e3 белая пешка · a2 белая пешка · b2 белый слон · d2 чёрный слон · g2 белая пешка · h2 белая пешка · b1 белый слон · c1 белая ладья · f1 белая ладья · g1 белый король | a8 чёрная ладья · e8 чёрная ладья · g8 чёрный король · a7 чёрная пешка · c7 чёрный ферзь · f7 чёрная пешка · g7 чёрная пешка · h7 чёрная пешка · b6 чёрная пешка · c6 чёрная пешка · f6 чёрный конь · e5 белая пешка · c4 белая пешка · d4 белая пешка · h4 белый ферзь · e3 белая пешка · a2 белая пешка · b2 белый слон · d2 чёрный слон · g2 белая пешка · h2 белая пешка · b1 белый слон · c1 белая ладья · f1 белая ладья · g1 белый король | a8 чёрная ладья · e8 чёрная ладья · g8 чёрный король · a7 чёрная пешка · c7 чёрный ферзь · f7 чёрная пешка · g7 чёрная пешка · h7 чёрная пешка · b6 чёрная пешка · c6 чёрная пешка · f6 чёрный конь · e5 белая пешка · c4 белая пешка · d4 белая пешка · h4 белый ферзь · e3 белая пешка · a2 белая пешка · b2 белый слон · d2 чёрный слон · g2 белая пешка · h2 белая пешка · b1 белый слон · c1 белая ладья · f1 белая ладья · g1 белый король | a8 чёрная ладья · e8 чёрная ладья · g8 чёрный король · a7 чёрная пешка · c7 чёрный ферзь · f7 чёрная пешка · g7 чёрная пешка · h7 чёрная пешка · b6 чёрная пешка · c6 чёрная пешка · f6 чёрный конь · e5 белая пешка · c4 белая пешка · d4 белая пешка · h4 белый ферзь · e3 белая пешка · a2 белая пешка · b2 белый слон · d2 чёрный слон · g2 белая пешка · h2 белая пешка · b1 белый слон · c1 белая ладья · f1 белая ладья · g1 белый король | a8 чёрная ладья · e8 чёрная ладья · g8 чёрный король · a7 чёрная пешка · c7 чёрный ферзь · f7 чёрная пешка · g7 чёрная пешка · h7 чёрная пешка · b6 чёрная пешка · c6 чёрная пешка · f6 чёрный конь · e5 белая пешка · c4 белая пешка · d4 белая пешка · h4 белый ферзь · e3 белая пешка · a2 белая пешка · b2 белый слон · d2 чёрный слон · g2 белая пешка · h2 белая пешка · b1 белый слон · c1 белая ладья · f1 белая ладья · g1 белый король | a8 чёрная ладья · e8 чёрная ладья · g8 чёрный король · a7 чёрная пешка · c7 чёрный ферзь · f7 чёрная пешка · g7 чёрная пешка · h7 чёрная пешка · b6 чёрная пешка · c6 чёрная пешка · f6 чёрный конь · e5 белая пешка · c4 белая пешка · d4 белая пешка · h4 белый ферзь · e3 белая пешка · a2 белая пешка · b2 белый слон · d2 чёрный слон · g2 белая пешка · h2 белая пешка · b1 белый слон · c1 белая ладья · f1 белая ладья · g1 белый король | a8 чёрная ладья · e8 чёрная ладья · g8 чёрный король · a7 чёрная пешка · c7 чёрный ферзь · f7 чёрная пешка · g7 чёрная пешка · h7 чёрная пешка · b6 чёрная пешка · c6 чёрная пешка · f6 чёрный конь · e5 белая пешка · c4 белая пешка · d4 белая пешка · h4 белый ферзь · e3 белая пешка · a2 белая пешка · b2 белый слон · d2 чёрный слон · g2 белая пешка · h2 белая пешка · b1 белый слон · c1 белая ладья · f1 белая ладья · g1 белый король | 5 |
| 4 | a8 чёрная ладья · e8 чёрная ладья · g8 чёрный король · a7 чёрная пешка · c7 чёрный ферзь · f7 чёрная пешка · g7 чёрная пешка · h7 чёрная пешка · b6 чёрная пешка · c6 чёрная пешка · f6 чёрный конь · e5 белая пешка · c4 белая пешка · d4 белая пешка · h4 белый ферзь · e3 белая пешка · a2 белая пешка · b2 белый слон · d2 чёрный слон · g2 белая пешка · h2 белая пешка · b1 белый слон · c1 белая ладья · f1 белая ладья · g1 белый король | a8 чёрная ладья · e8 чёрная ладья · g8 чёрный король · a7 чёрная пешка · c7 чёрный ферзь · f7 чёрная пешка · g7 чёрная пешка · h7 чёрная пешка · b6 чёрная пешка · c6 чёрная пешка · f6 чёрный конь · e5 белая пешка · c4 белая пешка · d4 белая пешка · h4 белый ферзь · e3 белая пешка · a2 белая пешка · b2 белый слон · d2 чёрный слон · g2 белая пешка · h2 белая пешка · b1 белый слон · c1 белая ладья · f1 белая ладья · g1 белый король | a8 чёрная ладья · e8 чёрная ладья · g8 чёрный король · a7 чёрная пешка · c7 чёрный ферзь · f7 чёрная пешка · g7 чёрная пешка · h7 чёрная пешка · b6 чёрная пешка · c6 чёрная пешка · f6 чёрный конь · e5 белая пешка · c4 белая пешка · d4 белая пешка · h4 белый ферзь · e3 белая пешка · a2 белая пешка · b2 белый слон · d2 чёрный слон · g2 белая пешка · h2 белая пешка · b1 белый слон · c1 белая ладья · f1 белая ладья · g1 белый король | a8 чёрная ладья · e8 чёрная ладья · g8 чёрный король · a7 чёрная пешка · c7 чёрный ферзь · f7 чёрная пешка · g7 чёрная пешка · h7 чёрная пешка · b6 чёрная пешка · c6 чёрная пешка · f6 чёрный конь · e5 белая пешка · c4 белая пешка · d4 белая пешка · h4 белый ферзь · e3 белая пешка · a2 белая пешка · b2 белый слон · d2 чёрный слон · g2 белая пешка · h2 белая пешка · b1 белый слон · c1 белая ладья · f1 белая ладья · g1 белый король | a8 чёрная ладья · e8 чёрная ладья · g8 чёрный король · a7 чёрная пешка · c7 чёрный ферзь · f7 чёрная пешка · g7 чёрная пешка · h7 чёрная пешка · b6 чёрная пешка · c6 чёрная пешка · f6 чёрный конь · e5 белая пешка · c4 белая пешка · d4 белая пешка · h4 белый ферзь · e3 белая пешка · a2 белая пешка · b2 белый слон · d2 чёрный слон · g2 белая пешка · h2 белая пешка · b1 белый слон · c1 белая ладья · f1 белая ладья · g1 белый король | a8 чёрная ладья · e8 чёрная ладья · g8 чёрный король · a7 чёрная пешка · c7 чёрный ферзь · f7 чёрная пешка · g7 чёрная пешка · h7 чёрная пешка · b6 чёрная пешка · c6 чёрная пешка · f6 чёрный конь · e5 белая пешка · c4 белая пешка · d4 белая пешка · h4 белый ферзь · e3 белая пешка · a2 белая пешка · b2 белый слон · d2 чёрный слон · g2 белая пешка · h2 белая пешка · b1 белый слон · c1 белая ладья · f1 белая ладья · g1 белый король | a8 чёрная ладья · e8 чёрная ладья · g8 чёрный король · a7 чёрная пешка · c7 чёрный ферзь · f7 чёрная пешка · g7 чёрная пешка · h7 чёрная пешка · b6 чёрная пешка · c6 чёрная пешка · f6 чёрный конь · e5 белая пешка · c4 белая пешка · d4 белая пешка · h4 белый ферзь · e3 белая пешка · a2 белая пешка · b2 белый слон · d2 чёрный слон · g2 белая пешка · h2 белая пешка · b1 белый слон · c1 белая ладья · f1 белая ладья · g1 белый король | a8 чёрная ладья · e8 чёрная ладья · g8 чёрный король · a7 чёрная пешка · c7 чёрный ферзь · f7 чёрная пешка · g7 чёрная пешка · h7 чёрная пешка · b6 чёрная пешка · c6 чёрная пешка · f6 чёрный конь · e5 белая пешка · c4 белая пешка · d4 белая пешка · h4 белый ферзь · e3 белая пешка · a2 белая пешка · b2 белый слон · d2 чёрный слон · g2 белая пешка · h2 белая пешка · b1 белый слон · c1 белая ладья · f1 белая ладья · g1 белый король | 4 |
| 3 | a8 чёрная ладья · e8 чёрная ладья · g8 чёрный король · a7 чёрная пешка · c7 чёрный ферзь · f7 чёрная пешка · g7 чёрная пешка · h7 чёрная пешка · b6 чёрная пешка · c6 чёрная пешка · f6 чёрный конь · e5 белая пешка · c4 белая пешка · d4 белая пешка · h4 белый ферзь · e3 белая пешка · a2 белая пешка · b2 белый слон · d2 чёрный слон · g2 белая пешка · h2 белая пешка · b1 белый слон · c1 белая ладья · f1 белая ладья · g1 белый король | a8 чёрная ладья · e8 чёрная ладья · g8 чёрный король · a7 чёрная пешка · c7 чёрный ферзь · f7 чёрная пешка · g7 чёрная пешка · h7 чёрная пешка · b6 чёрная пешка · c6 чёрная пешка · f6 чёрный конь · e5 белая пешка · c4 белая пешка · d4 белая пешка · h4 белый ферзь · e3 белая пешка · a2 белая пешка · b2 белый слон · d2 чёрный слон · g2 белая пешка · h2 белая пешка · b1 белый слон · c1 белая ладья · f1 белая ладья · g1 белый король | a8 чёрная ладья · e8 чёрная ладья · g8 чёрный король · a7 чёрная пешка · c7 чёрный ферзь · f7 чёрная пешка · g7 чёрная пешка · h7 чёрная пешка · b6 чёрная пешка · c6 чёрная пешка · f6 чёрный конь · e5 белая пешка · c4 белая пешка · d4 белая пешка · h4 белый ферзь · e3 белая пешка · a2 белая пешка · b2 белый слон · d2 чёрный слон · g2 белая пешка · h2 белая пешка · b1 белый слон · c1 белая ладья · f1 белая ладья · g1 белый король | a8 чёрная ладья · e8 чёрная ладья · g8 чёрный король · a7 чёрная пешка · c7 чёрный ферзь · f7 чёрная пешка · g7 чёрная пешка · h7 чёрная пешка · b6 чёрная пешка · c6 чёрная пешка · f6 чёрный конь · e5 белая пешка · c4 белая пешка · d4 белая пешка · h4 белый ферзь · e3 белая пешка · a2 белая пешка · b2 белый слон · d2 чёрный слон · g2 белая пешка · h2 белая пешка · b1 белый слон · c1 белая ладья · f1 белая ладья · g1 белый король | a8 чёрная ладья · e8 чёрная ладья · g8 чёрный король · a7 чёрная пешка · c7 чёрный ферзь · f7 чёрная пешка · g7 чёрная пешка · h7 чёрная пешка · b6 чёрная пешка · c6 чёрная пешка · f6 чёрный конь · e5 белая пешка · c4 белая пешка · d4 белая пешка · h4 белый ферзь · e3 белая пешка · a2 белая пешка · b2 белый слон · d2 чёрный слон · g2 белая пешка · h2 белая пешка · b1 белый слон · c1 белая ладья · f1 белая ладья · g1 белый король | a8 чёрная ладья · e8 чёрная ладья · g8 чёрный король · a7 чёрная пешка · c7 чёрный ферзь · f7 чёрная пешка · g7 чёрная пешка · h7 чёрная пешка · b6 чёрная пешка · c6 чёрная пешка · f6 чёрный конь · e5 белая пешка · c4 белая пешка · d4 белая пешка · h4 белый ферзь · e3 белая пешка · a2 белая пешка · b2 белый слон · d2 чёрный слон · g2 белая пешка · h2 белая пешка · b1 белый слон · c1 белая ладья · f1 белая ладья · g1 белый король | a8 чёрная ладья · e8 чёрная ладья · g8 чёрный король · a7 чёрная пешка · c7 чёрный ферзь · f7 чёрная пешка · g7 чёрная пешка · h7 чёрная пешка · b6 чёрная пешка · c6 чёрная пешка · f6 чёрный конь · e5 белая пешка · c4 белая пешка · d4 белая пешка · h4 белый ферзь · e3 белая пешка · a2 белая пешка · b2 белый слон · d2 чёрный слон · g2 белая пешка · h2 белая пешка · b1 белый слон · c1 белая ладья · f1 белая ладья · g1 белый король | a8 чёрная ладья · e8 чёрная ладья · g8 чёрный король · a7 чёрная пешка · c7 чёрный ферзь · f7 чёрная пешка · g7 чёрная пешка · h7 чёрная пешка · b6 чёрная пешка · c6 чёрная пешка · f6 чёрный конь · e5 белая пешка · c4 белая пешка · d4 белая пешка · h4 белый ферзь · e3 белая пешка · a2 белая пешка · b2 белый слон · d2 чёрный слон · g2 белая пешка · h2 белая пешка · b1 белый слон · c1 белая ладья · f1 белая ладья · g1 белый король | 3 |
| 2 | a8 чёрная ладья · e8 чёрная ладья · g8 чёрный король · a7 чёрная пешка · c7 чёрный ферзь · f7 чёрная пешка · g7 чёрная пешка · h7 чёрная пешка · b6 чёрная пешка · c6 чёрная пешка · f6 чёрный конь · e5 белая пешка · c4 белая пешка · d4 белая пешка · h4 белый ферзь · e3 белая пешка · a2 белая пешка · b2 белый слон · d2 чёрный слон · g2 белая пешка · h2 белая пешка · b1 белый слон · c1 белая ладья · f1 белая ладья · g1 белый король | a8 чёрная ладья · e8 чёрная ладья · g8 чёрный король · a7 чёрная пешка · c7 чёрный ферзь · f7 чёрная пешка · g7 чёрная пешка · h7 чёрная пешка · b6 чёрная пешка · c6 чёрная пешка · f6 чёрный конь · e5 белая пешка · c4 белая пешка · d4 белая пешка · h4 белый ферзь · e3 белая пешка · a2 белая пешка · b2 белый слон · d2 чёрный слон · g2 белая пешка · h2 белая пешка · b1 белый слон · c1 белая ладья · f1 белая ладья · g1 белый король | a8 чёрная ладья · e8 чёрная ладья · g8 чёрный король · a7 чёрная пешка · c7 чёрный ферзь · f7 чёрная пешка · g7 чёрная пешка · h7 чёрная пешка · b6 чёрная пешка · c6 чёрная пешка · f6 чёрный конь · e5 белая пешка · c4 белая пешка · d4 белая пешка · h4 белый ферзь · e3 белая пешка · a2 белая пешка · b2 белый слон · d2 чёрный слон · g2 белая пешка · h2 белая пешка · b1 белый слон · c1 белая ладья · f1 белая ладья · g1 белый король | a8 чёрная ладья · e8 чёрная ладья · g8 чёрный король · a7 чёрная пешка · c7 чёрный ферзь · f7 чёрная пешка · g7 чёрная пешка · h7 чёрная пешка · b6 чёрная пешка · c6 чёрная пешка · f6 чёрный конь · e5 белая пешка · c4 белая пешка · d4 белая пешка · h4 белый ферзь · e3 белая пешка · a2 белая пешка · b2 белый слон · d2 чёрный слон · g2 белая пешка · h2 белая пешка · b1 белый слон · c1 белая ладья · f1 белая ладья · g1 белый король | a8 чёрная ладья · e8 чёрная ладья · g8 чёрный король · a7 чёрная пешка · c7 чёрный ферзь · f7 чёрная пешка · g7 чёрная пешка · h7 чёрная пешка · b6 чёрная пешка · c6 чёрная пешка · f6 чёрный конь · e5 белая пешка · c4 белая пешка · d4 белая пешка · h4 белый ферзь · e3 белая пешка · a2 белая пешка · b2 белый слон · d2 чёрный слон · g2 белая пешка · h2 белая пешка · b1 белый слон · c1 белая ладья · f1 белая ладья · g1 белый король | a8 чёрная ладья · e8 чёрная ладья · g8 чёрный король · a7 чёрная пешка · c7 чёрный ферзь · f7 чёрная пешка · g7 чёрная пешка · h7 чёрная пешка · b6 чёрная пешка · c6 чёрная пешка · f6 чёрный конь · e5 белая пешка · c4 белая пешка · d4 белая пешка · h4 белый ферзь · e3 белая пешка · a2 белая пешка · b2 белый слон · d2 чёрный слон · g2 белая пешка · h2 белая пешка · b1 белый слон · c1 белая ладья · f1 белая ладья · g1 белый король | a8 чёрная ладья · e8 чёрная ладья · g8 чёрный король · a7 чёрная пешка · c7 чёрный ферзь · f7 чёрная пешка · g7 чёрная пешка · h7 чёрная пешка · b6 чёрная пешка · c6 чёрная пешка · f6 чёрный конь · e5 белая пешка · c4 белая пешка · d4 белая пешка · h4 белый ферзь · e3 белая пешка · a2 белая пешка · b2 белый слон · d2 чёрный слон · g2 белая пешка · h2 белая пешка · b1 белый слон · c1 белая ладья · f1 белая ладья · g1 белый король | a8 чёрная ладья · e8 чёрная ладья · g8 чёрный король · a7 чёрная пешка · c7 чёрный ферзь · f7 чёрная пешка · g7 чёрная пешка · h7 чёрная пешка · b6 чёрная пешка · c6 чёрная пешка · f6 чёрный конь · e5 белая пешка · c4 белая пешка · d4 белая пешка · h4 белый ферзь · e3 белая пешка · a2 белая пешка · b2 белый слон · d2 чёрный слон · g2 белая пешка · h2 белая пешка · b1 белый слон · c1 белая ладья · f1 белая ладья · g1 белый король | 2 |
| 1 | a8 чёрная ладья · e8 чёрная ладья · g8 чёрный король · a7 чёрная пешка · c7 чёрный ферзь · f7 чёрная пешка · g7 чёрная пешка · h7 чёрная пешка · b6 чёрная пешка · c6 чёрная пешка · f6 чёрный конь · e5 белая пешка · c4 белая пешка · d4 белая пешка · h4 белый ферзь · e3 белая пешка · a2 белая пешка · b2 белый слон · d2 чёрный слон · g2 белая пешка · h2 белая пешка · b1 белый слон · c1 белая ладья · f1 белая ладья · g1 белый король | a8 чёрная ладья · e8 чёрная ладья · g8 чёрный король · a7 чёрная пешка · c7 чёрный ферзь · f7 чёрная пешка · g7 чёрная пешка · h7 чёрная пешка · b6 чёрная пешка · c6 чёрная пешка · f6 чёрный конь · e5 белая пешка · c4 белая пешка · d4 белая пешка · h4 белый ферзь · e3 белая пешка · a2 белая пешка · b2 белый слон · d2 чёрный слон · g2 белая пешка · h2 белая пешка · b1 белый слон · c1 белая ладья · f1 белая ладья · g1 белый король | a8 чёрная ладья · e8 чёрная ладья · g8 чёрный король · a7 чёрная пешка · c7 чёрный ферзь · f7 чёрная пешка · g7 чёрная пешка · h7 чёрная пешка · b6 чёрная пешка · c6 чёрная пешка · f6 чёрный конь · e5 белая пешка · c4 белая пешка · d4 белая пешка · h4 белый ферзь · e3 белая пешка · a2 белая пешка · b2 белый слон · d2 чёрный слон · g2 белая пешка · h2 белая пешка · b1 белый слон · c1 белая ладья · f1 белая ладья · g1 белый король | a8 чёрная ладья · e8 чёрная ладья · g8 чёрный король · a7 чёрная пешка · c7 чёрный ферзь · f7 чёрная пешка · g7 чёрная пешка · h7 чёрная пешка · b6 чёрная пешка · c6 чёрная пешка · f6 чёрный конь · e5 белая пешка · c4 белая пешка · d4 белая пешка · h4 белый ферзь · e3 белая пешка · a2 белая пешка · b2 белый слон · d2 чёрный слон · g2 белая пешка · h2 белая пешка · b1 белый слон · c1 белая ладья · f1 белая ладья · g1 белый король | a8 чёрная ладья · e8 чёрная ладья · g8 чёрный король · a7 чёрная пешка · c7 чёрный ферзь · f7 чёрная пешка · g7 чёрная пешка · h7 чёрная пешка · b6 чёрная пешка · c6 чёрная пешка · f6 чёрный конь · e5 белая пешка · c4 белая пешка · d4 белая пешка · h4 белый ферзь · e3 белая пешка · a2 белая пешка · b2 белый слон · d2 чёрный слон · g2 белая пешка · h2 белая пешка · b1 белый слон · c1 белая ладья · f1 белая ладья · g1 белый король | a8 чёрная ладья · e8 чёрная ладья · g8 чёрный король · a7 чёрная пешка · c7 чёрный ферзь · f7 чёрная пешка · g7 чёрная пешка · h7 чёрная пешка · b6 чёрная пешка · c6 чёрная пешка · f6 чёрный конь · e5 белая пешка · c4 белая пешка · d4 белая пешка · h4 белый ферзь · e3 белая пешка · a2 белая пешка · b2 белый слон · d2 чёрный слон · g2 белая пешка · h2 белая пешка · b1 белый слон · c1 белая ладья · f1 белая ладья · g1 белый король | a8 чёрная ладья · e8 чёрная ладья · g8 чёрный король · a7 чёрная пешка · c7 чёрный ферзь · f7 чёрная пешка · g7 чёрная пешка · h7 чёрная пешка · b6 чёрная пешка · c6 чёрная пешка · f6 чёрный конь · e5 белая пешка · c4 белая пешка · d4 белая пешка · h4 белый ферзь · e3 белая пешка · a2 белая пешка · b2 белый слон · d2 чёрный слон · g2 белая пешка · h2 белая пешка · b1 белый слон · c1 белая ладья · f1 белая ладья · g1 белый король | a8 чёрная ладья · e8 чёрная ладья · g8 чёрный король · a7 чёрная пешка · c7 чёрный ферзь · f7 чёрная пешка · g7 чёрная пешка · h7 чёрная пешка · b6 чёрная пешка · c6 чёрная пешка · f6 чёрный конь · e5 белая пешка · c4 белая пешка · d4 белая пешка · h4 белый ферзь · e3 белая пешка · a2 белая пешка · b2 белый слон · d2 чёрный слон · g2 белая пешка · h2 белая пешка · b1 белый слон · c1 белая ладья · f1 белая ладья · g1 белый король | 1 |
|   | a | b | c | d | e | f | g | h |   |

1.d4 d5 2.Кf3 Кf6 3.c4 e6 4.Кc3 Кbd7 5.e3 Сe7 6.Сd3 O-O 7.O-O c6 8.b3 Фc7 9.Сb2 b6 10.Лc1 dxc4 11.bxc4 Сd6 12.Сb1 e5 13.Фd3 Лe8 14.Кe4 Кxe4 15.Фxe4 Кf6 16.Фh4 e4 17.Кd2 Сf5 18.f3 Сb4 19.Кxe4 Сxe4 20.fxe4 Сd2 21.e5 (см. диаграмму) Сxe3+ 22.Крh1 Сxc1 23.Сxc1 Кd7 24.Фxh7+ Крf8 25.Сg5 f6 26.exf6 Кxf6 27.Сxf6 1-0